# Brothers Green Eats
 (janvier 2019).
Brothers Green Eats est une émission de télévision culinaire américaine diffusée sur MTV. L’émission met en scène Mike et Josh Greenfield (alias les frères Green) lors de leur préparation de mets peu conventionnels,,. Lors de la saison 2, le mannequin April Rose (en) se joint à eux,.

## Voix françaises
- Romain Altché
- Yannick Blivet
- Marie Diot
- Benoît Du Pac
- Christophe Seugnet
- Marine Tuja